# Főváros kormányzóság (Bahrein)

Főváros kormányzóság elhelyezkedése Bahreinen belül

Főváros kormányzóság (arabul محافظة العاصمة [Muḥāfaẓat al-ʿĀṣima]) Bahrein öt kormányzóságának egyike. Nevét a fővárosról, Manámáról kapta. A fősziget északi részén helyezkedik el. Délen a Középső, nyugaton az Északi kormányzósággal határos, keleten pedig hidak kötik össze Muharrak szigetével.